# 中畠晴辰
中畠 晴辰（なかはた はるとき/はるたつ）は、戦国時代から安土桃山時代にかけての武将。白河結城氏一門でその家臣。中畑 晴辰とも呼ばれる。

## 出自
中畠氏（中畑氏）は大和源氏流陸奥石川氏の石川有光の子の九郎光幹が前九年の役で戦功を挙げて、中畠（中畑）を称した事から始まる（『白河古事考』）。

## 略歴
中畠晴常の嫡男として誕生。
晴辰は当初国神城を居城としたが、後に山城の必要性から隈井城（観音山館）を築城しそこに移り住んだ。その後、天正11年（1583年）に三城目城（鷹巣城、タカナシ館ともいい、永禄年間に城主の伊藤祐勝を追って支配下に治めていた）に移住し、隈井城は弟・晴時に与えた。
天正16年（1588年）には、辺見主膳正の居館の泉崎館を、跡継ぎ問題の内紛が起きたのに乗じて攻略した。
天正18年（1590年）の小田原征伐において、一族の小峰義親に参陣するように進言したが、義親は財政難を理由にこれを拒否していた。義親の小田原不参陣により晴辰は追放となり、旧縁を頼って相馬氏の下へ落ち延びようとするが、その途上の三春の行合村で落武者狩りの浪人・農民らに討ち取られた。
子・右馬頭晴光、晴友は、奥地の泉崎高屋に逃れて細々と暮らした。元プロ野球選手の中畑清は晴辰の後裔である。